# Anders Primdahl Vistisen
Anders Primdahl Vistisen, né le 12 novembre 1987 à Vridsted, dans la commune de Viborg, est un homme politique danois du Parti populaire danois.

## Biographie
Anders Vistisen suit des études de droit à l'université d'Aarhus, où il obtient une licence en 2010 et une maîtrise en 2013.
Engagé au sein du Parti populaire danois, il se présente aux élections législatives de 2011 sous l'étiquette du mouvement, mais ne remporte pas de siège au Folketing.
Il est candidat aux élections européennes de 2014, lors desquelles le Parti populaire danois obtient un score historique en remportant 26,6 % des suffrages et quatre sièges, et il est élu député européen. À 26 ans, il est alors le plus jeune élu de la législature et siège au sein du groupe des conservateurs et réformistes européens. Après son élection, il siège au sein de la commission du contrôle budgétaire. Il quitte cette dernière en janvier 2017 pour rejoindre la commission des affaires étrangères, dont il devient vice-président.
Il est candidat à un second mandat lors des élections européennes de 2019. Toutefois, le Parti populaire danois recule nettement lors du scrutin et n'obtient qu'un seul siège, et Vistisen ne devient alors que le premier suppléant de son parti. Après avoir quitté le Parlement européen, il rejoint Grace Public Affairs, un cabinet danois de lobbying.
En mars 2022, il annonce son intention d'être candidat aux élections législatives. Lors du scrutin anticipé du 1er novembre, il échoue toutefois à remporter un siège. Il retrouve son siège au Parlement européen après le scrutin, le député européen de son parti Peter Kofod Poulsen ayant lui été lui au Folketing. Il siège alors au sein du groupe Identité et démocratie, et devient membre de deux commissions, celle des affaires étrangères et celle des libertés civiles, de la justice et des affaires intérieures. À partir de mai 2023, il devient également membre de la commission de l'environnement, de la santé publique et de la sécurité alimentaire.
En mai 2023, lors d'un débat sur la ratification de la convention d'Istanbul, il met en cause le rôle de l'islam dans les violences faites aux femmes au Danemark, des propos poussant trois députées européennes à demander que soient prises contre lui des sanctions disciplinaires. La présidente du Parlement européen, Roberta Metsola, décide toutefois en juin de ne pas prendre de sanctions.
Le 20 mai 2023, il est désigné comme tête de liste du Parti populaire danois en vue des élections européennes de 2024. Pendant la campagne, il fait également office de chef de file à l'échelle européenne pour les partis du groupe Identité et démocratie, en les représentant notamment à un débat organisé par Politico Europe. Toutefois, il n'est pas officiellement désigné comme candidat de son groupe à la présidence de la Commission européenne, et est alors exclu du débat organisé à quelques jours du scrutin par l'union européenne de radio-télévision entre les Spitzenkandidat.
Lors du scrutin du 9 juin 2024, sa liste remporte 6,4 % des suffrages, un recul de plus quatre points pour le parti par rapport à 2019, et conserve son unique siège au Parlement européen. Après l'élection, il siège au sein du groupe des Patriotes pour l'Europe, dont il est membre du bureau, et de la commission des pétitions.
En janvier 2025, lors d'un discours au Parlement européen, il insulte le président américain Donald Trump après que ce dernier ait répété à plusieurs reprises son intention d'annexer le Groenland.